# 메리 2세
메리 2세(Mary II, 1662년 4월 30일 ~ 1694년 12월 28일)는 제임스 2세의 딸로서 잉글랜드 왕국·스코틀랜드 왕국·아일랜드 왕국의 여왕이다(재위: 1688년 2월 13일 - 1694년 12월 28일).
메리 2세는 개신교 신자였고, 1677년 네덜란드의 오라녜 공 빌럼 3세와 결혼하였다. 제임스 2세가 로마 가톨릭을 국교로 하고 전제 정치를 하려 하자 잉글랜드 국민은 이에 반대하여 개신교 신자인 메리 2세를 새로운 왕으로 앉히려 하였다. 1688년, 마침내 의회의 지도자들은 메리 2세와 그 남편을 왕으로 추대하였다(명예혁명). 1688년, 의회는 공동 왕인 메리 2세와 윌리엄 3세에게 의회와 인민의 권리를 굳게 지킬 것을 약속받았다(권리장전).